# Zelandoperla decorata
Zelandoperla decorata är en bäcksländeart som beskrevs av Tillyard 1923. Zelandoperla decorata ingår i släktet Zelandoperla och familjen Gripopterygidae. Inga underarter finns listade i Catalogue of Life.